# Kılavuzlar, Demirci
Kılavuzlar là một xã thuộc huyện Demirci, tỉnh Manisa, Thổ Nhĩ Kỳ. Dân số thời điểm năm 2011 là 765 người.